# الحصن (سنحان )

تعديل مصدري - تعديل

الحصن هي إحدى قرى عزلة الحمس العدني بمديرية سنحان وبني بهلول التابعة لمحافظة صنعاء، بلغ تعداد سكانها 740 نسمة حسب تعداد اليمن لعام 2004.